# كورونيل فابريسيانو
كورونيل فابريسيانو هي بلدية في ولاية ميناس جيرايس في منطقة جنوب شرق البرازيل. وهو يقع في إقليم فالي دي ريو دوسي إقليم من إيباتينغا ويقع على بعد 200 كم من العاصمة. قدر عدد سكان البلدة في عام 2016 من قبل المعهد البرازيلي للجغرافيا والإحصاء بمجموع 109,857 نسمة، وبالتالي ترتيبها 28 بين أكبر المدن سكانا في ولاية ميناس جيرايس. وتبلغ مساحتها 221.252 كم 2 (13.1549 كيلومتر مربع من المناطق الحضرية).
تم فصل البلدية عن بلدية أنطونيو دياس في عام 1948 وسميت تكريما للمقدم فابريسيانو فيليسبرتو كارفالو دي بريتو. كانت المدينة تقع في منطقة فالى أسو (وادي الحديد) الحضرية، بين أكبر صناعات الصلب في ولاية ميناس جيرايس؛ أوسيميناس في إيباتينغا، وأبيرام أمريكا الجنوبية في تيموتيو. وكانت هذه الصناعات تقع في فابريسيانو زمن بنائها، وكانت أستسية لتطوير المدينة. إلا أن هذه المرافق تقع داخل منطقة إيباتينغا وتيموتيو على التوالي، والتي تم فصلها عن كورونيل فابريسيانو، وأدرجت كبلديات مستقلة في عام 1964.
تقع بلدية كورونيل فابريسيانو في جبال سيرا دوس كوكايس، وهي موطن العديد من مناطق الجذب السياحي الطبيعية في المدينة مثل «بيدرا دويس إرماوس» (حجر الأخوين)، و «بيدرا دو كالاداو» (حجر كالاداو)، وشلالات «كاتشويرا دو إسكوريغادور»)، و «تريلياس دا مامواشا» (ممرات ماموتشا)، والشلالات الأخرى والممرات. ومن النشاطات الشعبية المشي في المناطق البرية والرحلات وركوب الدراجات الجبلية والقفز بالمظلة والسفر بسيارات الدفع الرباعي. كما تضم المدينة المعالم التاريخية مثل كاتدرائية القديس سيباستيان (كاتدرال دي ساو سيباستياو)، و «كوليجيو أنجلكا» (كلية أنجلكا)، و «مونومنتو تيرا مي» (نصب الوطن الأم).
ويبلغ مؤشر التنمية البشرية 0.755، ويصنف عالي حسب برنامج الأمم المتحدة الإنمائي.\